# Pablo Squella
Pablo Squella Serrano, né le 14 août 1963, est un athlète chilien, spécialiste du demi-fond. Il représente son pays aux Jeux Olympiques de Séoul en 1988.

## Biographie
Dès les juniors il est performant sur le tour de piste, en remportant deux médailles individuelles sur le plat et sur les haies, lors des championnats d'Amérique du Sud d'athlétisme 1981.
En 1982 il établit deux records nationaux juniors sur ces deux épreuves, dont son record personnel de 46 s 20 sur 400 mètres.
Évoluant par la suite sur 800 mètres, il ramène sur cette distance entre 1987 et 1995 cinq médailles aux championnats d'Amérique du Sud, et a à son actif deux participations aux Championnats du monde et une aux Jeux olympiques.
En 1989 il établit un record national au relais 4 × 400 mètres à l'occasion des championnats d'Amérique du Sud.
Lors de la saison 1990 il réalise ses meilleures performances personnelles sur 800 et 1 500 mètres, soit deux nouveaux records du Chili. Ce dernier n'est battu qu'en 2014, par Iván López.

## Palmarès

### Championnats ibéro-américains
- Championnats ibéro-américains d'athlétisme 1986 :
  -  Médaille d'argent au 400 mètres haies
- Championnats ibéro-américains d'athlétisme 1992 :
  -  Médaille d'argent au 800 mètres
- Championnats ibéro-américains d'athlétisme 1994 :
  -  Médaille d'argent au 800 mètres

### Jeux sud-américains
- Jeux sud-américains de 1982 à Rosario :
  -  Médaille d'or au 400 mètres
- Jeux sud-américains de 1986 à Santiago du Chili :
  -  Médaille d'or au 400 mètres haies
- Jeux sud-américains de 1994 à Valencia :
  -  Médaille d'argent au 800 mètres

### Championnats d'Amérique du Sud d'athlétisme
- Championnats d'Amérique du Sud d'athlétisme 1981 à La Paz :
  -  Médaille de bronze au 400 mètres
  -  Médaille d'argent au 400 mètres haies
- Championnats d'Amérique du Sud d'athlétisme 1987 à São Paulo :
  -  Médaille d'argent au 800 mètres
  -  Médaille d'or au 400 mètres haies
- Championnats d'Amérique du Sud d'athlétisme 1989 à Medellín :
  -  Médaille d'or au 800 mètres
  -  Médaille de bronze au 4 × 400 m
- Championnats d'Amérique du Sud d'athlétisme 1991 à Manaus :
  -  Médaille de bronze au 800 mètres
- Championnats d'Amérique du Sud d'athlétisme 1993 à Lima :
  -  Médaille d'or au 800 mètres
  -  Médaille d'argent au 1 500 mètres
- Championnats d'Amérique du Sud d'athlétisme 1995 à Manaus :
  -  Médaille de bronze au 800 mètres

## Records
| Épreuve     | Performance        | Lieu      | Date              |
| ----------- | ------------------ | --------- | ----------------- |
| 400 m       | 46 s 20            | Santiago  | 20 novembre 1982  |
| 800 m       | 1 min 45 s 75 (RN) | Hengelo   | 12 août 1990      |
| 1 500 m     | 3 min 39 s 01      | Getxo     | 30 juillet 1990   |
| 400 m haies | 50 s 17            | La Havane | 28 septembre 1986 |